# Jan Hendrik Holwerda

Holwerda (Bildmitte) in Amsterdam (1928)

Jan Hendrik Holwerda (* 3. Dezember 1873 in Schiedam; † 3. März 1951 in Nijmegen) war ein niederländischer Archäologe, Altphilologe und Museumsdirektor, dessen Schwerpunkte in der Provinzialrömischen Archäologie und der Mittelalterarchäologie lagen.

## Jugend und Ausbildung
Jan Hendrik Holwerda war der Sohn von Antonie Ewoud Jan Holwerda, dem langjährigen Direktor (1896 bis 1918) des Rijksmuseum van Oudheden in Leiden und seiner Frau Neeltje Jonkheid. Nach dem Besuch des Gymnasiums in Schiedam studierte Holwerda von 1892 bis zu seiner Promotion im Jahre 1899 Klassische Philologie an der Universität Leiden. Seine Promotionsschrift widmete sich Quaestiones de re sepulcrali apud Atticos (Fragen zur Bestattung in Athen). Zwischen 1900 und 1904 arbeitete er als Lehrer an den Gymnasien von Alkmaar und Schiedam. In dieser Zeit verfasste er ein erstes archäologisches Lehrbuch. Am 21. Dezember 1901 heiratete er Petronella Nicolette Jentink, die Ehe blieb kinderlos. Nach dem kurzen Zwischenspiel als Gymnasiallehrer wurde er 1904 zum Kurator an der provinzialrömischen Abteilung des Rijksmuseum van Oudheden ernannt.

## Werden und Wirken

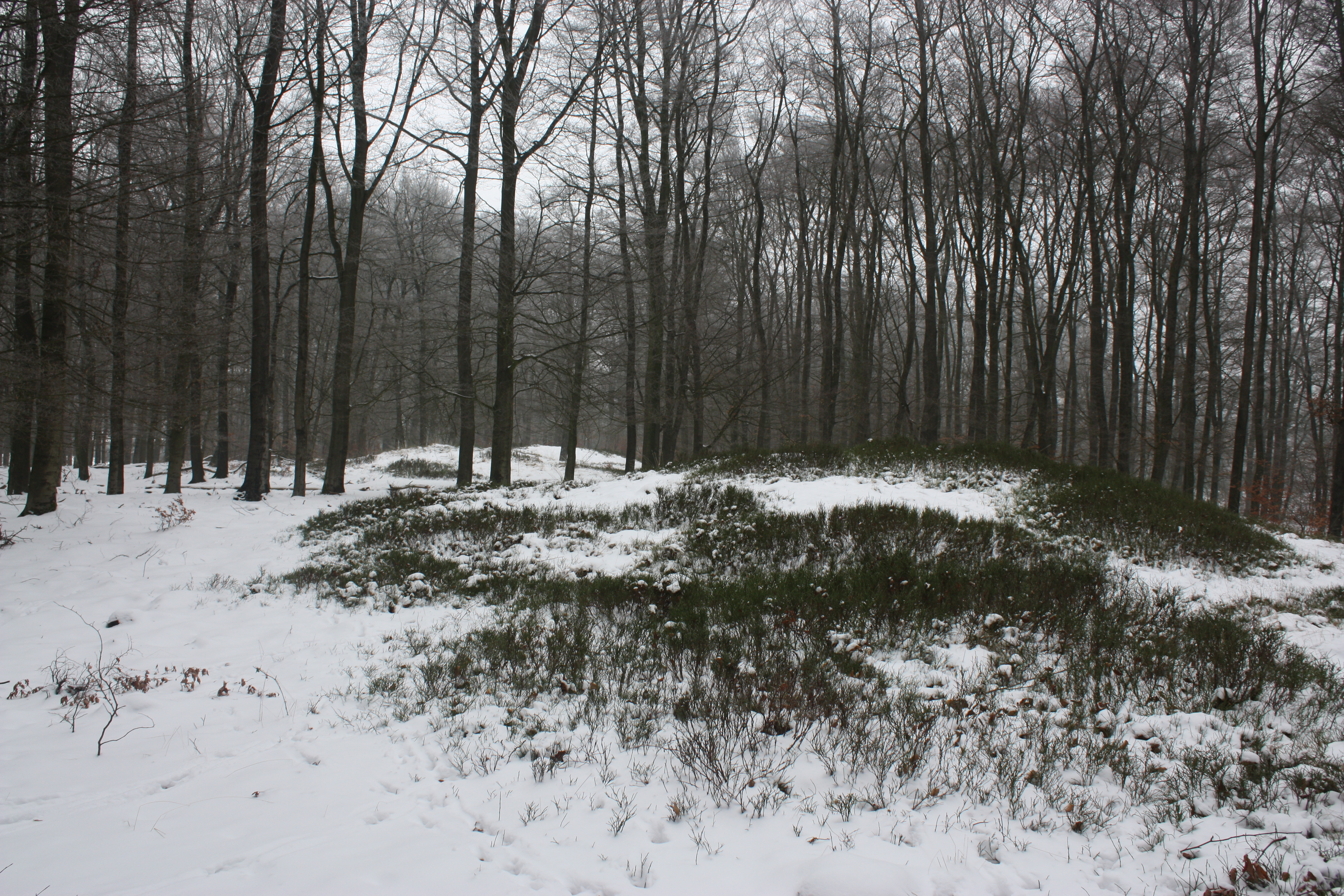
Gruppe von drei Grabhügeln auf der Krondomäne in Hoog Soeren

Methodisch wurde er durch die Zusammenarbeit mit dem deutschen Archäologen Carl Schuchhardt im Rahmen eines zwischenstaatlichen Forschungsprojektes im Jahre 1905 geprägt. Bei dieser Ausgrabung des Römerlager Haltern wurde zum ersten Mal systematisch nach Verfärbungen des Bodens gesucht, als Anzeichen von vollständig zerfallenen Gebäuderesten. Holwerda übertrug die neue archäologische Methode in die Niederlande und führte die Suche nach Pfostenlöchern und auffälligen Bodenverfärbungen bei seinen eigenen Ausgrabungen ein, deren erste auf besonderen Wunsch von Königin Wilhelmina, die sich für einen der Grabhügel interessiert hatte, zwischen 1906 und 1911 auf der Krondomäne in Hoog Soeren in der Veluwe durchgeführt wurde. Weitere Aktivitäten führte er dann zwischen 1908 und 1915 regelmäßig in Leidschendam-Voorburg durch, dem römischen Forum Hadriani. Bekannt wurde Holwerda dann spätestens 1909 durch seine Untersuchungen an der Hunneschans (auch Hunnenschans oder Hunenschans genannt), einer frühmittelalterlichen Ringwallanlage bei Uddel, einem Dorf der Gemeinde Apeldorn in der Provinz Gelderland. Der Fundplatz wurde später namengebend für die spätkarolingische Hunneschans Keramik.

### Konflikt mit Albert van Giffen
1910 wurde er zum Lektor für prähistorische und römische Archäologie der Universität Leiden und Vizedirektor des Rijksmuseum van Oudheden. 1919 folgte er seinem Vater als Direktor des Rijksmuseums, der er bis zu seiner Pensionierung im Jahre 1939 blieb. Ab 1912 entzündete sich ein zunehmend schärfer werdender Konflikt über die angemesseneren Interpretationen von Befunden sowie die besser geeignete Ausgrabungstechnik bei der Behandlung von Grabhügeln zwischen Holwerda und seinem damaligen Assistenten, dem späteren Hochschullehrer an der Reichsuniversität Groningen, Albert van Giffen. Auch die Intervention des damaligen niederländischen Ministerpräsidenten Pieter Cort van der Linden vermochte den Streit der beiden Wissenschaftler nicht zu schlichten, so dass die zu den bedeutendsten niederländischen Archäologen ihrer Zeit gehörenden Wissenschaftler fortan nicht mehr miteinander kommunizierten.

### Ausgrabungshöhepunkte: Hunenborg, Ulpia Noviomagus Batavorum, Ermelo und Dorestad

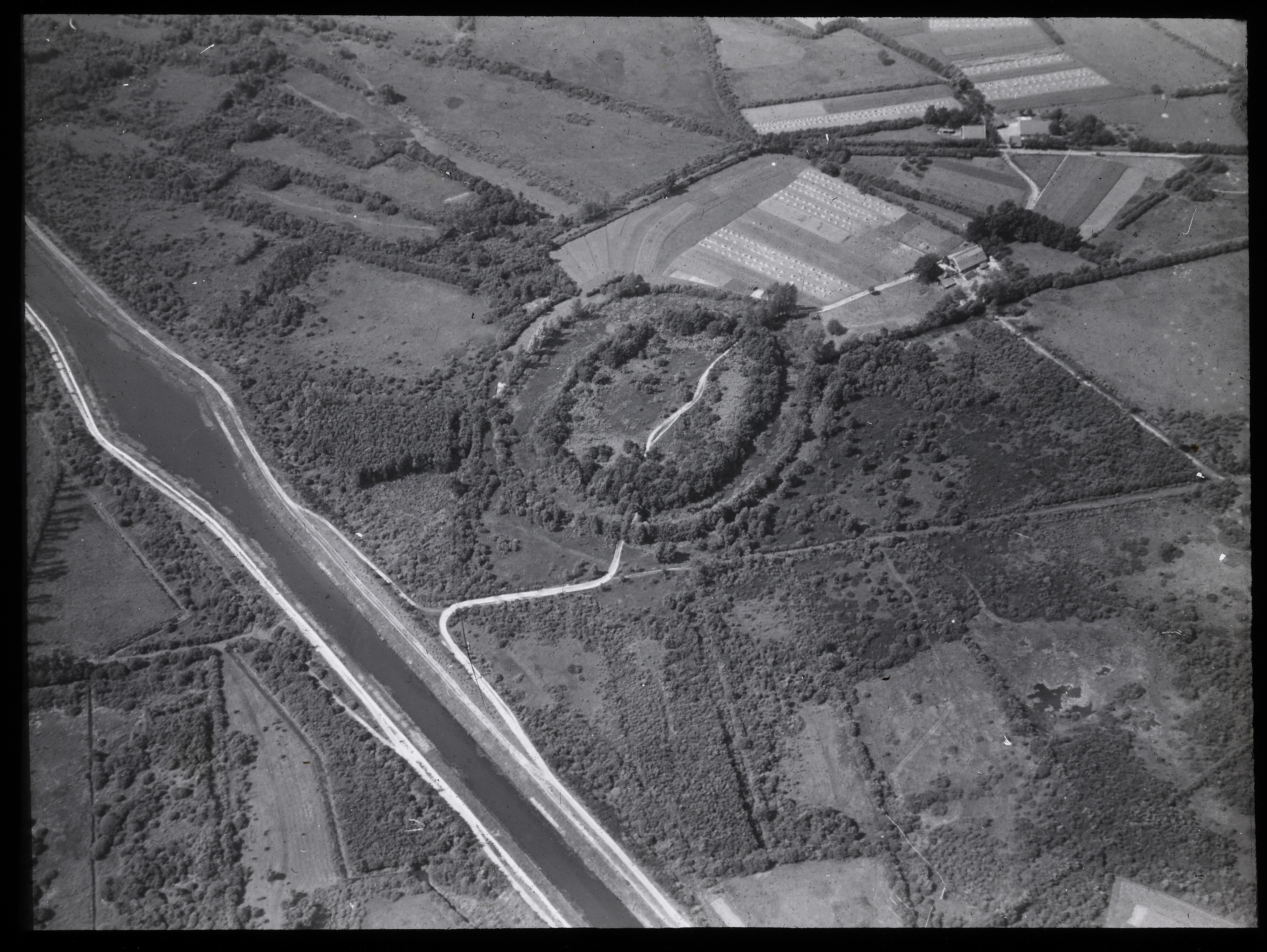
Luftaufnahme der Hunenborg (zwischen 1920 und 1940)

1916 leitete er die Ausgrabung der Hunenborg, einer Ringwallanlage des achten oder neunten Jahrhunderts nahe dem Nordhorn-Almelo-Kanal in der Gemeinde Dinkelland der Provinz Overijssel. Die Hunenborg bedeckte ein Areal von circa 100 m mal 150 m und war von einem Wassergraben umgeben. Das Hauptgebäude war aus Stein errichtet, besaß die Außenmaße von 12,70 m auf 16,80 m und eine Fundamentbreite von bis zu zwei Metern. Durch zwei Anbauten auf der Ost- und auf der Südseite war es zu einem späteren Zeitpunkt erweitert worden. Ferner konnten die Spuren eines Holz- und eines Lehmgebäudes nachgewiesen werden. Das Fundmaterial bestand im Wesentlichen aus spätsächsischen und spätkarolingischen Kugeltöpfen sowie Pingsdorfer Keramik.
Von 1917 bis 1921 nahm Holwerda als erster eine systematische wissenschaftliche Untersuchung des frührömischen Legionslagers in Nijmegen, eines der bedeutendsten und flächenmäßig größten römischen Militärplätze auf dem Gebiet der Niederlande vor.
1922/1923 war er der erste, der das Marschlager Ermelo wissenschaftlich untersuchte. Ermelo war ein rund neun Hektar großes, temporäres Camp, das eine Vexillation bis zur Stärke einer Legion hätte aufnehmen können. Es wurde von Holwerda noch ins vierte Jahrhundert datiert, gehört aber aufgrund jüngerer Forschungen wohl der zweiten Hälfte des zweiten nachchristlichen Jahrhunderts an.
In den 1920er Jahren führte Holwerda als Erster wissenschaftliche Untersuchungen am Kastell Matilo in Leiden-Roomburg durch. Von 1925 bis 1930 leitete er die Ausgrabungen von Dorestad (auch Dorstad), der bedeutendsten karolingischen Handelsniederlassung des 7. bis 9. Jahrhunderts auf friesischem Gebiet beim heutigen Wijk bij Duurstede in der Nähe von Utrecht. An dieser Stelle gabelt sich der Nederrijn in den Lek und den Kromme Rijn, was der Siedlung eine außergewöhnliche verkehrs- und wirtschaftsgeographische Bedeutung und entsprechende Größe verlieh.

### Museumsdirektor und Multiplikator archäologischer Belange

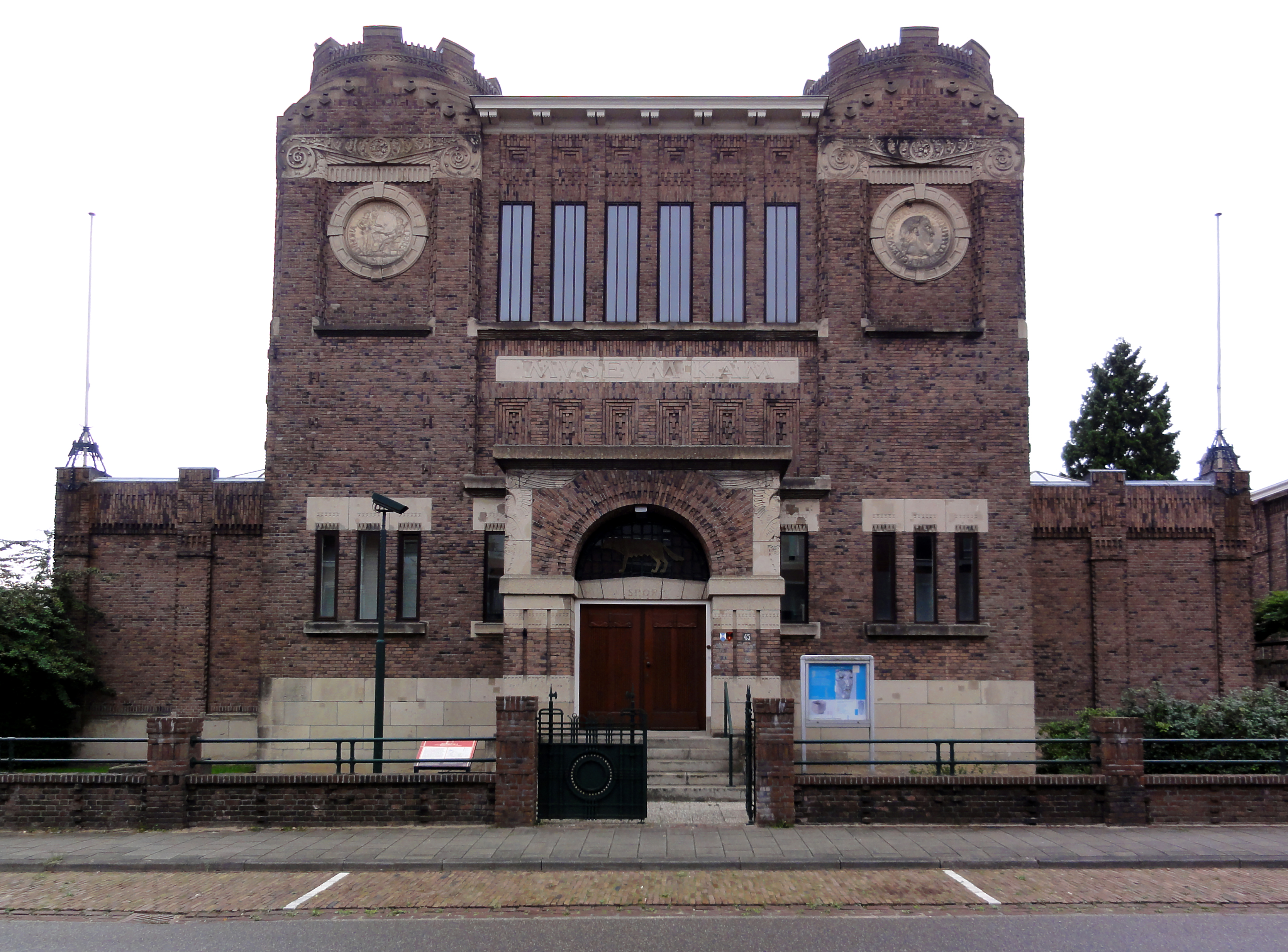
Vorderansicht des ehemaligen Museums Kam (Zustand 2010)

Von 1935 und über seine Pensionierung 1939 hinaus bis zum Jahre 1948 war Jan Holwerda ehrenamtlicher Direktor des Museums Kam, dem Vorgängergebäude des späteren Museum Het Valkhof, in dessen Räumen heute ein archäologisches Studienzentrum und eine umfassende Fachbibliothek untergebracht ist. Eine letzte Ausgrabung leitete er gemeinsam mit Wouter C. Braat in den Jahren 1938 bis 1942, durch deren Resultate er den römischen Gefäßtyp der Holdeurner Irdenware definieren konnte.
Seiner Zeit weit voraus war er mit der Ansicht, dass die Popularisierung der Archäologie ein wichtiger Weg sei, in der Öffentlichkeit ein breiteres Verständnis für archäologischer Belange und so für deren Durchsetzungsfähigkeit zu bewirken. So engagierte er bereits 1931 für das Rijksmuseum van Oudheden eine Anzahl von Damen, die den interessierten Besucher fachkundig durch die Ausstellungen führten.

## Schriften (Auswahl)
- Die attischen Gräber der Blüthezeit. Studien über die attischen Grabreliefs. Brill, Leiden 1899, urn:nbn:de:bsz:16-diglit-48172.
- Nederland’s vroegste beschaving. Proeve van een archaeologisch systeem. Brill, Leiden 1907.
- Opgraving van de Hunneschans bij het Uddelermeer. In: Nieuwe Rotterdamse Courant. 14. Juli 1908, ZDB-ID 716841-X.
- Das grosse Steingrab bei Emmen (Prov. Drente). In: Prähistorische Zeitschrift. Band 6, 1914, S. 57–67, Tafel 1–7, doi:10.1515/prhz.1914.6.1-2.57.
- De Hunenborg in Twente (= Vereeniging tot Beoefening van Overijsselsch Regt en Geschiedenis. Verslagen en mededelingen. 33 = Reeks 2, 9, ZDB-ID 2534980-6). Hilarius, Almelo 1917.
- Nederland’s vroegste geschiedenis. van Looy, Amsterdam 1918, (Digitalisat; 2. vermeerderde Druk. ebenda 1925).
- De Batavenburcht en de vesting der legio X te Nijmegen (= Oudheidkundige mededeelingen uit ’s Rijksmuseum van Oudheden te Leiden. Nieuwe Reeks 2, 2, ISSN 0920-4768). Rijksmuseum u. a., ’s-Gravenhage 1921.
- Arentsburg. Een romeinsch militair Vlootstation bij Voorburg. Brill, Leiden 1923.
- Dorestad en onze vroegste Middeleeuwen. Sijthoff, Leiden 1929, (Digitalisat).
- Een vondst uit den Rijn bij Doorwerth en Romeinsche Sarcophaag uit Simpelveld (= Oudheidkundige mededeelingen uit ’s Rijksmuseum van Oudheden te Leiden. Supplement. Nieuwe Reeks 12, ISSN 0920-4776). Rijksmuseum u. a., ’s-Gravenhage 1931, (Digitalisat).
- Het Laat-Grieksche en Romeinsche gebriksaardewerk uit het Middellandsche-Zee-Gebied in het Rijksmuseum van Oudheden te Leiden. Algemeene Landsdrukkerij, ’s-Gravenhage 1936, (Digitalisat).
- De belgische waar in Nijmegen. Departement van opvoeding, wetenschap en cultuurbescherming, Nijmegen 1941.
- Het in de pottenbakkerij van de Holdeurn gefabriceerde aardewerk uit de Nijmeegsche grafvelden  (= Oudheidkundige mededeelingen uit het Rijksmuseum te Leiden. Supplement. Nieuwe Reeks 24). Brill, Leiden 1944.
- mit Wouter Cornelius Braat: De Holdeurn bij Berg en Dal. Centrum van pannenbakkerij en aardewerkindustrie in den Romeinschen tijd (= Oudheidkundige mededeelingen uit het Rijksmuseum te Leiden. Supplement. Nieuwe Reeks 26). Brill, Leiden 1946.